# Galearia aristifera
Galearia aristifera är en tvåhjärtbladig växtart som beskrevs av Friedrich Anton Wilhelm Miquel. Galearia aristifera ingår i släktet Galearia och familjen Pandaceae. Inga underarter finns listade i Catalogue of Life.